# Staro mesto Vilne
Staro mesto Vilne (litovsko Vilniaus senamiestis, poljsko Stare Miasto w Wilnie, belorusko Stary city v Villʹnjuse, rusko Старый город в Вильнюсе) je eno največjih ohranjenih srednjeveških starih mest v Severni Evropi in obsega  3,59 kvadratna kilometra. Obsega 74 četrti, 70 ulic in šteje 1487 stavb s skupno površino 1497.000 kvadratnih metrov. Najstarejši del litovske prestolnice Vilne, se je razvijal skozi stoletja, oblikovala pa ga je zgodovina mesta in nenehno spreminjajoč se kulturni vpliv. Je mesto, kjer nekateri največji evropski arhitekturni slogi – gotika, renesansa, barok in neoklasicizem - stojijo drug ob drugem in se dopolnjujejo.
Ulica Pilies je glavna arterija starega mesta in središče kavarniškega in uličnega življenja. Glavna ulica Vilne, Gediminasova avenija, je delno v starem mestu. Osrednja trga v starem mestnem jedru sta Stolnični trg in Trg pred mestno hišo.
Eden najbolj izpopolnjenih arhitekturnih kompleksov je univerzitetni arhitekturni kompleks Vilne, ki zavzema velik del starega mesta in ima 13 dvorišč. Izbran je bil za zastopanje Litve v parku Mini-Evropa v Bruslju.
Leta 1994 je bilo staro mestno jedro Vilne uvrščeno na seznam Unescove svetovne dediščine (pod št. 541) zaradi priznanja njegove univerzalne vrednosti in izvirnosti. Sama opredelitev »zgodovinskega središča« ima širši pomen kot staro mestno jedro, prej obdano z obrambnimi zidovi. Obsega dragoceno zgodovinsko predmestje Vilne, kot je Užupis, ki je bilo v preteklosti zunaj mestnih meja. Zato Užupis pogosto velja za del starega mesta Vilna.

## Znamenitoati
V Starem mestu je več zanimivih spomenikov kot v katerem koli drugem delu Vilne. Ti so: 

### Palače
- Predsedniška palača; stavba sega v 14. stoletje in je v svoji zgodovini doživela različne rekonstrukcije, ki so jih nadzirali ugledni arhitekti, med njimi Laurynas Gucevičius in Vasily Stasov. Leta 1997 je palača postala uradni sedež predsednika Litve.
- Słuszkova palača; je baročna palača na levem bregu reke Neris. Palačo je v letih 1690–1700 postavil pološki vojvoda Dominik Słuszko iz klana Ostoja, ki je ukazal ustvariti umetni polotok na Nerisu, da bi tam zgradil palačo.
- Radziwiłłova palača je poznorenesančna palača, zgrajena po naročilu Januša Radziwiłla iz leta 1635 do 1653, po načrtu Jana Ullricha; večkrat opustošena, je bila v 1980- obnovljena; zdaj je v njej oddelek Litovskega umetniškega muzeja.
- Tyzenhausova palača je dvorec iz 18. stoletja; okoli leta 1765 je parcelo kupil Antoni Tyzenhaus, litovski blagajnik, ki je v začetku 1770-ih začel gradnjo v klasicističnem slogu.
- Vilnski grajski kompleks z Gediminasovim stolpom in Kraljevsko palačo

### Verski spomeniki
- Cerkev sv. Ane je rimskokatoliška cerkev na desnem bregu reke Vilnije, ustanovljena okoli 1495–1500. Je viden primer dekorativne in opečne gotike.
- Vilnska stolnica ali stolnica sv. Stanislava in sv. Vladislava je središče duhovnega življenja Litve. Zgrajena je bila med letoma 1779 in 1783. V njej so se kronali, poročali in so pokopani znani ljudje iz litovske zgodovine. V notranjosti je več kot štirideset umetniških del iz 16. do 19. stoletja, vključno s freskami in slikami različnih velikosti. V času sovjetske ureditve je bila katedrala sprva spremenjena v skladišče. Leta 1989 je bila obnovljena v status stolnice.
- Cerkev sv. Frančiška in Bernardina je pomemben primer gotske arhitekture.
- Cerkev sv. Nikolaja je najstarejša ohranjena cerkev v Litvi, ustanovljena leta 1387, zgrajena v slogu opečne gotike.
- Cerkev vseh svetnikov je baročna cerkev, zgrajena 1620 in 1630 za potrebe karmeličanov. V drugi polovici 17. stoletja je bila cerkev povezana s samostanom in je tvorila en sam kompleks.
- Vrata zore so mestna vrata in eden najpomembnejših verskih, zgodovinskih in kulturnih spomenikov. So glavno mesto katoliškega romanja v Litvi. Zgrajena so bila med letoma 1503 in 1522 kot del obrambnih utrdb. Znana so tudi kot Medininkajska vrata, saj je vodila do vasi Medininka. Tu je kapela z ikono Blažene device Marije, usmiljene Matere, ki naj bi imela čudežne moči.
- Trije križi je spomenik na griču Treh križev, ki je bil prvotno znan kot Plešast hrib; po legendi je bilo na tem griču obglavljenih sedem frančiškanov. Prvi leseni križi so bili postavljeni od zgodnjega 17. stoletja
- Stolnica Matere Božje je glavna pravoslavna krščanska cerkev v Vilni in celotni Litvi. V letih 1415 - 1795 je bila stolni tempelj metropolitanskega kijevskega škofa ruske pravoslavne cerkve in rusinske uniatske cerkve znotraj poljsko-litovske skupnosti.

### Drugo
- Hiša podpisnic v kateri je 16. februarja 1918 Akt o neodvisnosti Litve podpisalo dvajset članov Litovskega sveta
- Litovski narodni muzej ustanovljen leta 1952, je od države sponzoriran zgodovinski muzej, ki obsega več pomembnih struktur in široko zbirko pisnega gradiva in artefaktov.
- Litovsko narodno dramsko gledališče je eno izmed najvidnejših litovskih prizorišč umetniške umetnosti in kulturnih ustanov. Leta 1940 je bilo ustanovljeno kot državno gledališče v Vilni, leta 1998 je postalo litovsko državno dramsko gledališče. Fasada gledališča s kipom Praznika muz je znamenitost mesta
- Deli mestnega obzidja v Vilni
- Vilinske ječe so dostopne pod oltarjem dominikanske cerkve Svetega Duha; to je labirint prostorov z ostanki stotin prebivalcev Vilne, nekateri so naravno mumificirani in so obkroženi z mestnimi legendami.

- Predsedniška palača
- Vzhodna fasada palače Słuszko
- Palača Radziwiłł
- Palača Tyzenhaus
- Gotska cerkev sv. Ane
- Vilnska stolnica
- Cerkev sv. Nikolaja
- Cerkev Vseh svetnikov
- Južna stran vrat
- Trije križi na griču
- Pravoslavna stolnica Matere Božje
- Hiša podpisnic
- Litovski narodni muzej